# Семипалатинский испытательный полигон
Семипала́тинский испыта́тельный полиго́н — первый и один из крупнейших ядерных полигонов СССР, также известный как Семипалатинский испытательный ядерный полигон (СИЯП).
Официальное название: 2-й Государственный центральный научно-исследовательский испытательный полигон (2 ГЦНИИП). В среде испытателей полигон получил неофициальное название «Двойка».
29 августа 1991 года указом президента Казахстана Нурсултана Назарбаева Семипалатинский ядерный полигон был закрыт.
В 1996—2012 годах на полигоне проходила совместная секретная операция Казахстана, России и США, проводившаяся без уведомления МАГАТЭ, по сбору и захоронению около 200 кг плутония, оставшихся после испытаний на полигоне. Работы финансировались по программе Нанна-Лугара (программа совместного уменьшения угрозы).

## Географические данные

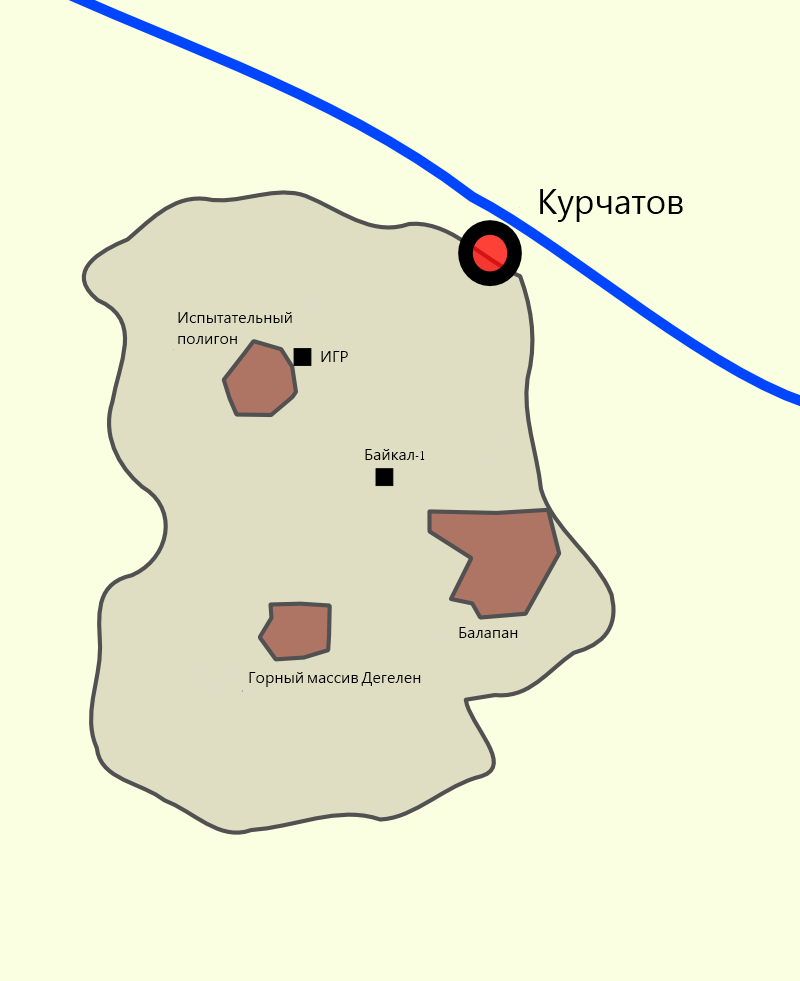
Схема Семипалатинского ядерного полигона

Полигон расположен в Казахстане на границе Семипалатинской (ныне Абайской), Павлодарской и Карагандинской областей, в 130 километрах западнее Семипалатинска (ныне Семея), на левом берегу реки Иртыш.
Полигон занимает 18 500 км². На его территории находится ранее закрытый город Курчатов, переименованный в честь советского физика Игоря Курчатова, ранее обозначавшийся как Москва-400, Берег, Семипалатинск-21, станция Конечная. На географических картах это место, как правило, обозначается как «Конечная» (по названию станции) или «Молдары» (село, вошедшее в состав Курчатова).
Постановлением Правительства Республики Казахстан № 172 от 07 февраля 1996 года земли бывшего Семипалатинского испытательного ядерного полигона переведены в состав земель запаса: Карагандинской области — 131,7 тысячи га, Павлодарской — 706 тысячи га, Восточно-Казахстанской — 978,9 тысячи га.
Общая площадь использованных территорий оценена в 304 000 км².
Координаты одного из кратеров, образованных взрывами (согласно расположению в Google Maps), — 50°01′40″ с. ш. 78°59′44″ в. д.
Для авиационного обеспечения полигона использовались военные аэродромы «Планктон» (грунтовый аэродром на южной окраине города Курчатова, где базировалась авиаэскадрилья — войсковая часть № 55115) и «Филон» (в 50 км юго-восточнее города Курчатова, вблизи посёлка Чаган). Помимо войсковой части № 55115, для обеспечения полигона привлекался также 647-й смешанный авиационный полк специального обеспечения, приписанный к 71-му полигону (аэродром Багерово, Крым).

## История полигона

### Строительство и ядерные испытания

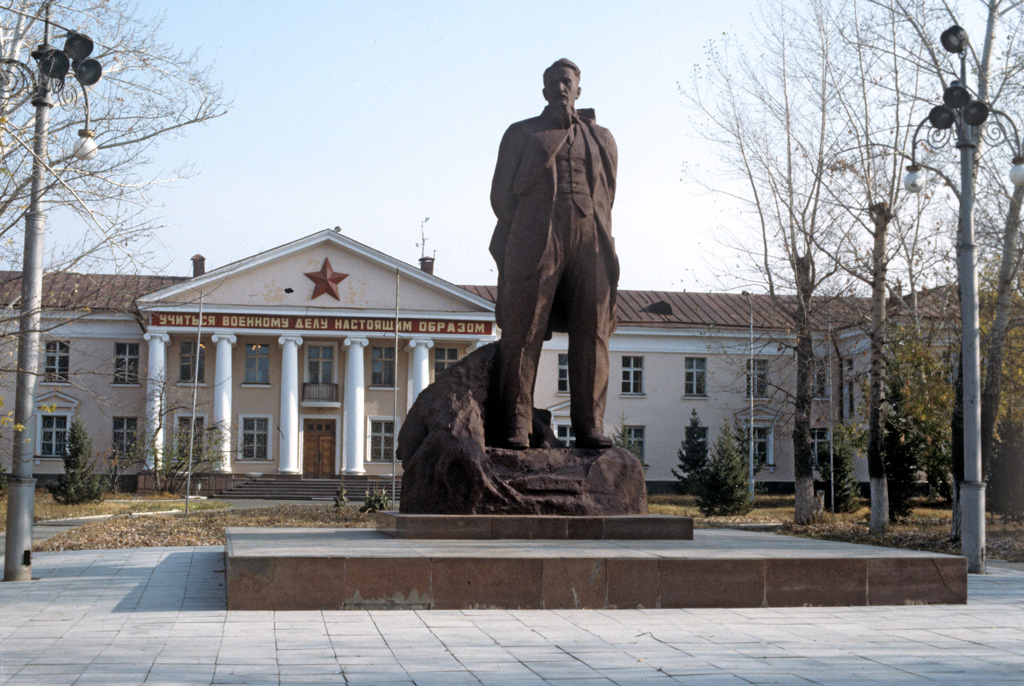
Памятник одному из основателей Семипалатинского полигона — академику Курчатову, на фоне Центрального штаба полигона

Строительство полигона было начато в 1947 году в соответствии с секретным постановлением Совета Министров СССР от 21.04.1947 г. № 1092—313 сс/oп «Вопросы Горной станции (объекта № 905)». Постановлением Совета Министров № 2939—955 от 21 августа 1947 г. уже начатое строительство передали военному ведомству, и полигон получил новое название — «Учебный полигон № 2 министерства Вооружённых сил СССР (войсковая часть № 52605)». Первым начальником «Учебного полигона № 2» был генерал-лейтенант артиллерии П. М. Рожанович, научным руководителем — заместитель директора Института химической физики Академии наук СССР М. А. Садовский, впоследствии академик. Недостатком было присутствие в Семипалатинске консульства КНР, но спустя некоторое время его закрыли.
Первое испытание ядерного оружия в Советском Союзе было проведено на этом полигоне 29 августа 1949 года. Мощность бомбы составила 22 килотонны. Создание полигона было частью атомного проекта, и выбор был сделан, как оказалось впоследствии, весьма удачно — рельеф местности позволил проводить подземные ядерные взрывы и в штольнях, и в скважинах. Первый воздушный ядерный взрыв на полигоне произведён 18 октября 1951 года: ядерная бомба РДС-3 была сброшена с самолёта Ту-4.
12 августа 1953 года на полигоне был испытан термоядерный заряд РДС-6с мощностью 400 килотонн. Взрыв был низкий воздушный, заряд размещался на башне на высоте 30 м над землёй. В результате этого испытания часть полигона была очень сильно заражена радиоактивными продуктами взрыва, и до сих пор в некоторых местах сохраняется небольшой радиационный фон.
22 ноября 1955 года было проведено испытание термоядерной бомбы РДС-37 на высоте около 2 км сбрасыванием с самолёта.
10 сентября 1956 года были проведены Семипалатинские войсковые учения целью изучения возможности высадки десантных войск в зону после ядерного взрыва для удержания её до подхода с фронта основных наступающих войск. Атомная бомба мощностью 38 килотонн была сброшена с бомбардировщика Ту-16 и взорвалась на высоте 270 м.
11 октября 1961 года на полигоне был произведён первый в СССР подземный ядерный взрыв.
После вступления в силу Международного договора о запрещении ядерных испытаний в трёх средах (в воздухе, космосе и под водой), подписанного 10 октября 1963 года в Москве между СССР, США и Великобританией, на полигоне стали проводиться только подземные взрывы.
С 1949-го по 1989 год на Семипалатинском ядерном полигоне было произведено не менее 468 ядерных испытаний, в которых было взорвано не менее 616 ядерных и термоядерных устройств, в том числе: 125 атмосферных (26 наземных, 91 воздушных, 8 высотных); 343 испытательных ядерных взрыва под землёй (из них 215 в штольнях и 128 в скважинах). Были проведены также десятки гидроядерных и гидродинамических испытаний (т. н. «НЦР» — неполные цепные реакции). Суммарная мощность ядерных зарядов, испытанных в период с 1949-го по 1963 год на Семипалатинском полигоне, в 2500 раз превысила мощность атомной бомбы, сброшенной на Хиросиму.
За пределы полигона вышли радиоактивные облака 55 воздушных и наземных взрывов и газовая фракция 169 подземных испытаний.

### Закрытие полигона
Информация о полигоне была впервые обнародована в период гласности. До этого даже у первого секретаря ЦК Компартии Казахстана не было возможности ни посетить полигон, ни вмешаться в ситуацию на нём. По воспоминаниям первого президента Казахстана Нурсултана Назарбаева (в то время — Председатель Совета Министров Казахской ССР), через несколько месяцев после аварии на Чернобыльской АЭС из Москвы пришло поручение расширить территорию Семипалатинского полигона за счёт территории Талды-Курганской области. Назарбаев отказался подписывать документ и вызвал в Алма-Ату председателя Талды-Курганского облисполкома Сеилбека Шаумаханова, поручив ему распространять слух о расширении полигона и провести митинг протеста «неожиданно собранной» общественности. Большую роль сыграло также участие первого секретаря Семипалатинского обкома Компартии Казахстана Кеширима Бозтаева, который согласовав с республиканским руководством, 20 февраля 1989 года отправил телеграмму в ЦК КПСС на имя М. С. Горбачёва с просьбой «поручить соответствующим министерствам и ведомствам временно приостановить или резко сократить частоту и мощность взрывов, а в дальнейшем перенести ядерные испытания в другое, более приемлемое место». Параллельно КГБ республики сообщал Москве, что протестное настроение усиливается и возможно повторение декабрьских событий в Алма-Ате 1986 года, но в масштабах всей республики. В итоге, было принято решение отказаться от расширения полигона.
30 мая 1989 года Назарбаев, выступил на пленарном заседании Верховного Совета СССР:
Особо хочу сказать о Семипалатинском ядерном полигоне, действующем с 1949 года и начавшем взрывы сначала в атмосфере. Население вокруг с тех пор возросло в четыре раза. Но военные готовы убедить нас чуть ли не в полезности испытаний для здоровья людей. Мы понимаем, что это сегодня государственная необходимость. Но надо же провести настоящий глубокий анализ влияния атомных взрывов на окружающую среду и рассказать об этом людям.
В 1989 году известным казахстанским общественным деятелем Олжасом Сулейменовым было создано движение Невада — Семипалатинск, объединившее жертв ядерных испытаний по всему миру. Особое значение приобрёл многотысячный митинг, который движение провело в центре Абайского района — селе Карааул.
Последний взрыв на полигоне был осуществлён 19 октября 1989 года.
Одним из первых решений Нурсултана Назарбаева еще в качестве президента союзной республики стало закрытие Семипалатинского полигона, а затем и полный отказ от 4-го в мире арсенала ядерного оружия — 29 августа 1991 года Семипалатинский полигон был закрыт правительством Казахской ССР. В тот день Назарбаев объявил об открытии специальной сессии парламента по обсуждению закрытия полигона без согласия руководства СССР. Обсуждение началось утром, а закончилось вечером. В конце обсуждения некоторые депутаты и руководители Семипалатинской области просили провести ещё несколько взрывов, чтобы получить материальную компенсацию для региона, неформально обещанную в Москве. В заключительном слове, президент сказал, что берёт ответственность на себя и, пользуясь своими полномочиями, подписал указ о закрытии полигона прямо на сессии.
В 1996—2012 годах (значительная часть работ — в 2012 году) Казахстан, Россия и США проводили на полигоне секретную операцию по поиску и сбору расщепляющихся материалов — в частности, около 200 кг плутония, а также оборудования, использовавшегося для создания и испытания ядерного оружия. Наличие этого плутония и точная информация об операции были скрыты от МАГАТЭ. На эти работы было потрачено 150 млн долларов США, часть работ финансировались по программе Нанна-Лугара (Программа совместного уменьшения угрозы), часть — напрямую LANL. Полигон практически не охранялся, и плутоний, собранный на нём, гипотетически мог быть использован для актов ядерного терроризма или передан в третьи страны для создания ядерного оружия. Значительная часть материалов находилась в районе горного массива Дегелен, которая участниками программы условно называлась «Плутониевая гора».

### Антиядерные инициативы

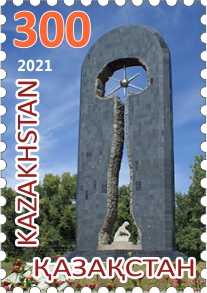
Марка Казахстана, посвящённая 30-летию закрытия полигона

Под руководством Нурсултана Назарбаева Казахстан стал активным участником всех базовых международных договоров и институтов в области ядерного нераспространения. В 1992 году Казахстан, как независимое государство, подписал Лиссабонский протокол к Договору СНВ-1, в котором зафиксировал свои обязательства по нераспространению ядерного оружия и добровольно отказался от ядерного оружия.
18 декабря 1992 года был принят закон Республики Казахстан «О социальной защите граждан, пострадавших вследствие ядерных испытаний на Семипалатинском испытательном ядерном полигоне». В декабре 1993 года согласно директиве министра обороны России 2-й Государственный центральный испытательный полигон был расформирован. После распада СССР в Казахстане осталось более 100 ракет стационарного базирования с около 1400 ядерными боеголовками. Кроме того, на территории Казахстана было размещено 40 стратегических бомбардировщиков Ту-95МС с 240 крылатыми ядерными ракетами. В 1994 году был завершён вывод с территории страны всего ядерного оружия. В 1995 году был уничтожен последний ядерный заряд на бывшем Семипалатинском полигоне. В 2000 году была уничтожена последняя штольня для ядерных испытаний на Семипалатинском полигоне.
В 1993 году Казахстан одним из первых в СНГ присоединился к Договору о нераспространении ядерного оружия, а в декабре 1994 года ядерными державами мира был подписан Меморандум о гарантиях безопасности Казахстану. С февраля 1994 года Казахстан, по инициативе Нурсултана Назарбаева, стал членом МАГАТЭ и передал все свои ядерные объекты под его контроль. Под эгидой МАГАТЭ Казахстан создал на своей территории первый в мире Банк низкообогащённого урана — обеспечивающий странам возможность развивать мирную атомную энергетику без необходимости развёртывания собственных программ по обогащению урана.
В 1996 году Казахстан стал участником Договора о всеобъемлющем запрещении ядерных испытаний. В 1997 году Генеральная Ассамблея ООН приняла резолюцию об оказании помощи регионам Казахстана, пострадавшим от ядерных испытаний.
Была создана «Назарбаевская премия за мир без ядерного оружия и глобальную безопасность», которая присуждается 29 августа каждые 2 года за выдающийся вклад в вопросы нераспространения и разоружения, а также активную деятельность, направленную на укрепление дружбы между народами. Премия впервые была вручена в 2017 году королю Иордании Абдалле II, а в 2019 году — исполнительному секретарю Организации Договора о всеобъемлющем запрещении ядерных испытаний Лассине Зербо и бывшему генеральному директору МАГАТЭ Юкио Амано (посмертно). На пятом заседания глобального диалогового форума Astana Club Нурсултан Назарбаев инициировал создание новой международной платформы — «Глобального альянса лидеров за ядерную безопасность и мир, свободный от ядерного оружия». Первая онлайн-конференция новой платформы прошла в ноябре 2020 года, в качестве спикеров помимо первого президента Казахстана, выступили лауреат Нобелевской премии мира, экс-глава МАГАТЭ Мохаммеда Эль-Барадеи, экс-президент Финляндии Тарья Халонен и другие политики и эксперты.

## Опытное поле
Опытное поле полигона разделено на несколько площадок:
- П-1: На этой площадке была испытана первая атомная бомба, а затем - водородная, также площадка использовалась для нескольких других наземных испытаний.
- П-2: Площадка для наземных ядерных испытаний.
- П-3: Площадка для воздушных испытаний ядерных бомб малой и средней мощности.
- П-5: Площадка для воздушных испытаний ядерных бомб большой мощности.
- П-7: Площадка для испытания сейсмического воздействия ближнего ядерного взрыва малой мощности.

## Современное положение

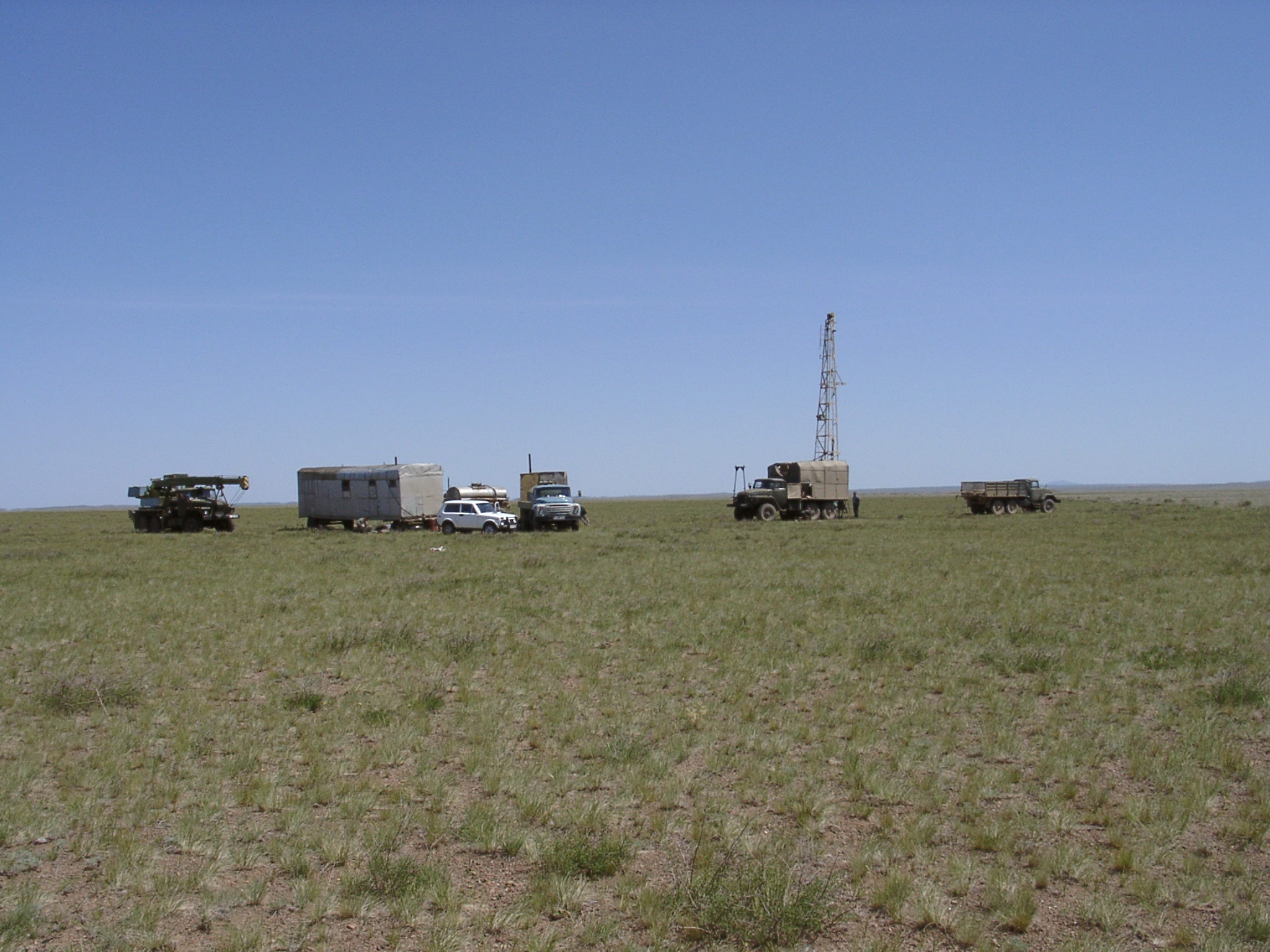
Бурение на Семипалатинском полигоне

В опасных зонах бывшего полигона радиационный фон до сих пор (по состоянию на 2009 год) доходит до 10—20 миллирентген в час. Несмотря на это, на полигоне до сих пор (на 2009 год) живут люди. Территория полигона никак не охранялась и до 2006 никак не была обозначена на местности. Население использовало большую часть земель полигона для выпаса скота.
На 2005 год, по информации министерства сельского хозяйства Казахстана:
- Вблизи и на территории бывшего ядерного полигона, входящего в состав Восточно-Казахстанской области, расположены 57 крестьянских хозяйств с общей площадью землепользования 51,7 тысячи га (Абралинский, Жанасемейский районы). В данных хозяйствах содержится 13 тысяч голов овец, 600 голов лошадей и 2,5 тысячи голов крупного рогатого скота.
- В Павлодарской области на территории полигона находятся отгонные участки двух хозяйствующих субъектов Майского района (племенное крестьянское хозяйство «Май» и ТОО «Ақжар Өндіріс»), общая площадь земель, используемых ими, составляет 15 802 га. По состоянию на 1 мая 2005 года в указанных хозяйствующих субъектах имеется 8 тысяч голов овец и 1200 голов лошадей.
- На территории СИЯП растениеводством занимаются 8 крестьянских хозяйств. Всего используется 3938,2 га посевных площадей. Ежегодно на данной площади производится в среднем 2796 тонн зерна, 130 тонн картофеля, 70 тонн овощей, 230 тонн маслосемян подсолнечника, заготавливается 25 тысяч тонн сена[1].
- Пострадавшими от ядерных испытаний признаны 1 323 000 человек, но удостоверения, подтверждающие права пострадавших, получили только 1 057 000 человек[1].

Только в 2005 году под давлением общественности и по рекомендации парламента Республики Казахстан были начаты работы по маркировке границ полигона бетонными столбами. Благодаря усилиям общественности и учёных Национального ядерного центра Республики Казахстан в 2008 году были начаты работы по созданию сооружений инженерной защиты для отдельных наиболее загрязнённых участков полигона для предотвращения доступа на них населения и скота. В 2009 году была организована армейская охрана испытательной площадки Дегелен. Семипалатинский ядерный полигон — единственный из множества ядерных полигонов в мире, на котором живёт население и использует его в сельскохозяйственных целях.
Кроме того, с начала 1990-х в 10—20 километрах от места проведения испытаний площадки «Балапан» разрабатывается угольный разрез «Каражыра», продукция которого поставляется на электростанции и предприятия России, Казахстана и Кыргызстана.

## Командиры (начальники) полигона
- генерал-лейтенант артиллерии Рожанович П. М. — (февраль — сентябрь 1948)
- генерал-майор артиллерии Колесников С. Г. — (сентябрь 1948 — ноябрь 1950)
- генерал-майор Кантеев М. К. — (март 1976 — январь 1978)